# Igus
Die Igus GmbH (Eigenschreibweise igus = Akronym für Industriespritzguss) ist ein Hersteller von Bauteilen aus Hochleistungspolymeren für Bewegung, wie Kunststoffgleitlager und Energieführungsketten sowie flexible Spezialleitungen. Die meisten Produkte, darunter inzwischen auch Robotikkomponenten und Fahrräder, werden im Spritzgussverfahren hergestellt.

## Unternehmen
Das Unternehmen wurde am 15. Oktober 1964 von Günter und Margret Blase in Köln-Mülheim gegründet. In den ersten 20 Jahren arbeitete Igus als Zulieferbetrieb für technische Kunststoffteile. 1983 begann die eigene Fertigung von Energiekettensystemen und Gleitlagern sowie der Aufbau des eigenen Vertriebs. Von 1985 bis 2024 wuchs Igus von 40 auf 5.215 Mitarbeiter, die weltweit auf 37 Standorte verteilt sind (Stand 2025).
Das Unternehmen bietet Studenten, Lehrern oder Professoren in technischen Studiengängen Projektunterstützung mit dem Young Engineers Support (Y.E.S.).
Igus ist der weltweit größte Hersteller von Energiekettensystemen mit Spezialleitungen, Steckern und Zubehör. Dazu gehören Leitungen, konfektionierte Energieführungssysteme, Halbzeuge, Mehrachsgelenke für Roboter sowie Gleit-, Gelenk-, Linear- und Kugellager.
Jüngere Unternehmensentwicklungen sind die Einführung einer Online-Plattform, die Anwender und Entwickler von Robotik zusammenbringt, sowie eine Initiative für das Recycling von Kunststoffen sowie die Entwicklung eines Fahrrades, das inklusive Kugellager und Antrieb komplett aus – auf Wunsch recyceltem – Kunststoff besteht.
Im Jahr 2012 wurde Igus erstmals als Hidden Champion bezeichnet.

## Standorte und Niederlassungen

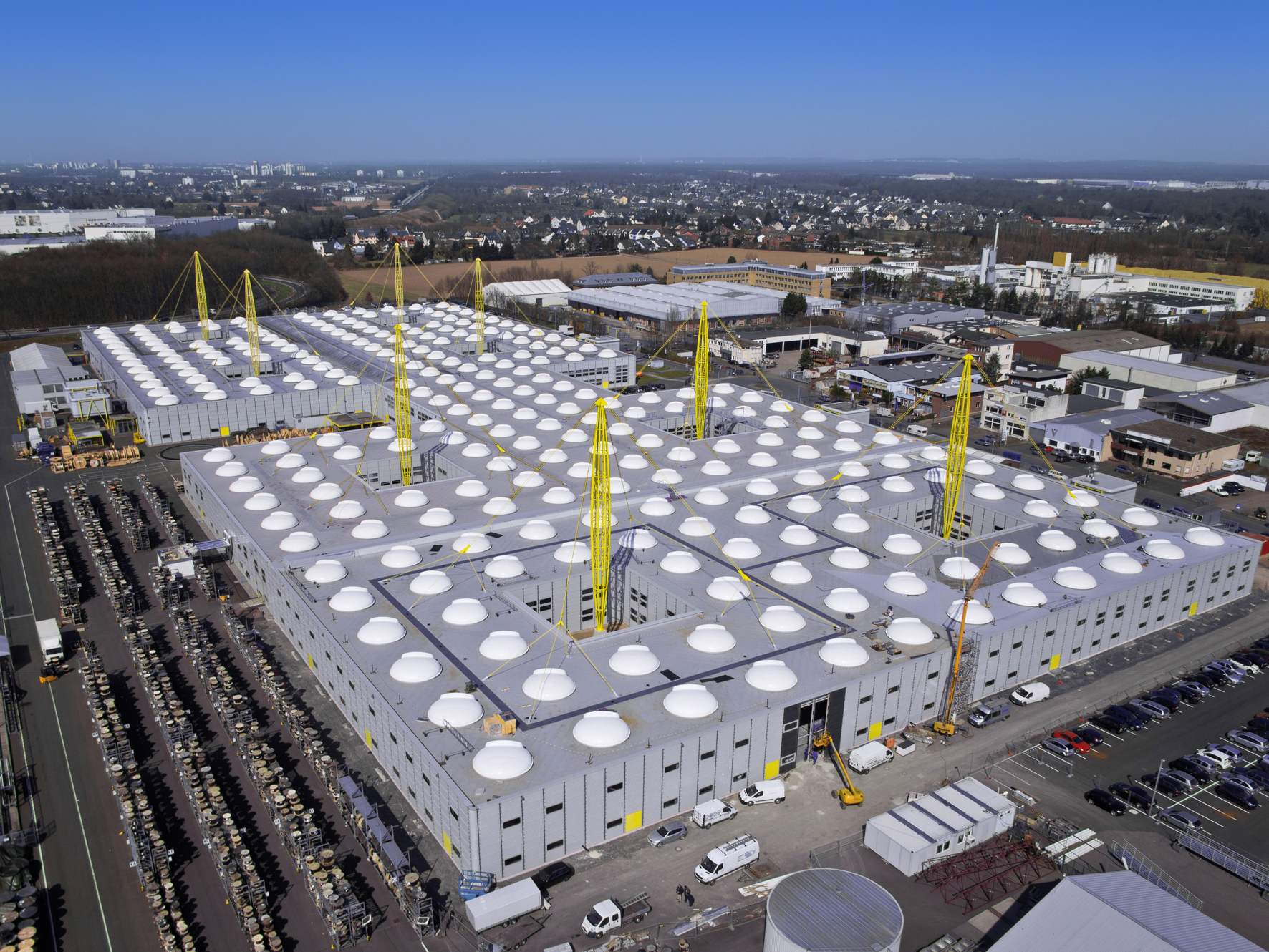
igus Unternehmenssitz, Stand 2013 vor den Erweiterungen

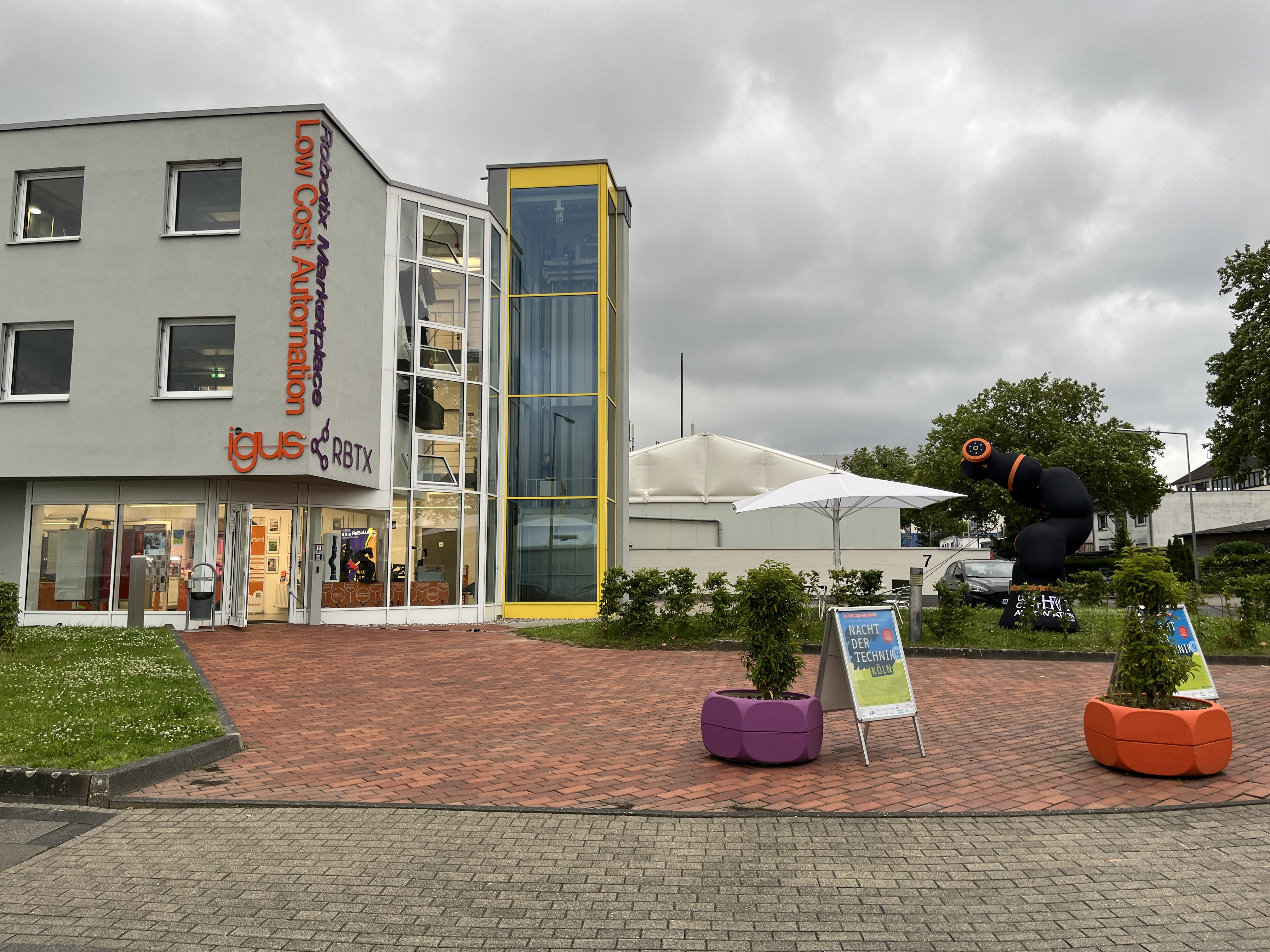
RBTX, Haupteingang, Nacht der Technik 2024 Köln

Als Gründungsstandort des Unternehmens gilt 1964 eine „Doppelgarage in Köln-Mülheim“. 1977 zog man in ein Gebäude im Bergisch-Gladbacher Industriegebiet Locher Mühle. Der 1992 bis 2001 in Köln-Porz-Lind geplante und erbaute Unternehmenssitz mit seiner Hauptproduktionsstätte wurde vom britischen Architekten Nicholas Grimshaw entworfen und realisiert. Das Unternehmen zog 1994 an den neuen Standort, der in der Zwischenzeit mehrfach erweitert wurde.
Niederlassungen in den USA und China wurden 1985 und 1999 gegründet, Stand 2025 hat das Unternehmen Standorte in 37 Ländern weltweit, überwiegend in Europa und Asien.

## Wettbewerbe

### manus award
Im Jahr 2003 hat die Igus GmbH den manus award ins Leben gerufen, seit 2011 ist der Wettbewerb international. Ausgezeichnet werden industrielle Anwendungen mit Kunststoff-Lagertechnik von Igus, die sich durch technische oder wirtschaftliche Effizienz oder durch Kreativität abheben. Der Wettbewerb wird als Gemeinschaftsinitiative durchgeführt, das internationale Gremium besteht aus: Deutsche Messe AG, Industrieanzeiger, Aachener Werkzeugbau Akademie GmbH, Technischen Hochschule Köln, WTWH Media LLC, Leibnitz Institut für Verbundwerkstoffe GmbH und Igus GmbH.

### vector award
Im jährlichen Wechsel mit dem manus findet seit 2008 der vector award statt. Er ist der Wettbewerb für außergewöhnliche Anwendungen, in denen Igus Energieketten eine Rolle spielen. Die internationale Jury wird besetzt von VDMA NRW, MM MaschinenMarkt, Autostadt GmbH, Deutsche Messe AG, Werkzeugmaschinenlabor WZL der RWTH Aachen und der Igus GmbH, Schirmherr ist Ken Fouhy von den VDI Nachrichten.

### Grüner manus/vector
Neben einem goldenen, silbernen und bronzenen manus bzw. vector wird seit 2021 auch ein „grüner“ Preis verliehen, der Anwendungen mit nachhaltigem Nutzen berücksichtigt.

### ROIBOT award
Seit 2020 sucht der Produktbereich Low-Cost-Automation von Igus alle zwei Jahre die Gewinner-Anwendung des ROIBOT Award. Bewerben kann sich, wer kleine Automatisierungsprozesse mit Robotik-Komponenten oder Antriebstechnik von Igus umgesetzt hat.

## Auszeichnungen (Auswahl)

Fahrrad aus recycelten Kunststoffen

- 2025: "Produkt des Jahres" in der Kategorie Werkstoffe für iglidur JPF (PTFE-freier Werkstoff), ausgezeichnet vom Kunststoff Magazin[15]
- 2024: Auszeichnung als "Hafeninnovation des Jahres" von der Electric & Hybrid Marine Expo Europe für das Igus Mobile Shore Power Outlet[16]
- 2023: Gewinner German Brand Design Award für iguverse, die Igus VR-Welt[17]
- 2022: Excellence in Production: Werkzeugbau iform ist "Werkzeugbau des Jahres", ausgezeichnet von der RWTH Aachen und dem Fraunhofer-Institut[18]
- 2022: Wettbewerb "NRW – Wirtschaft im Wandel": Igus ist eines von zwei ausgezeichneten Unternehmen in der Kategorie "Mittelstand & Konzern"[19]
- 2022: Gewinner des Wirtschaftspreises Rheinland in der Kategorie "Nachhaltigkeit" mit dem Kettenrecycling-Programm chainge[20]
- 2022: iF World Design Index: Igus ist unter den Top 25 Unternehmen in der Kategorie Industriedesign und unter den Top 100 Design-Gewinnern
- 2021: Gewinner des Kölner Unternehmenspreises, verliehen durch den Wirtschaftsclub Köln e. V.
- 2021: Vorbildliche Unternehmen in der Krise, erhoben vom IMWF und F.A.Z.-Institut, Igus unter den 300 ausgezeichneten Unternehmen
- 2020: Deutschlands Top-Familienunternehmen, Platz 17, verliehen durch WirtschaftsWoche
- 2019: Meilenstein der Automation für Energiekettensysteme, verliehen durch elektrotechnik[21]
- 2018: Auszeichnung für herausragende Leistungen in der Berufsausbildung, verliehen durch IHK
- 2015: handling-Award – Ehrenpreis für das Lebenswerk: Günter Blase, verliehen durch handling-Redaktion
- 2014: Ernennung zum „Hidden Champion“ durch Hermann Simon[22]
- 2009 „Top-Ausbildungsbetrieb“ laut IHK Köln und GVK
- 2006 „Top-Ausbildungsbetrieb“ laut Bundesagentur für Arbeit
- 2005 „iF design gold award“, Kategorie Crossmedia, für Igus Corporate Design Buch
- seit 1987 regelmäßig mit dem iF Design Award,[23] German Design Award,[24] Red Dot Design Award[25] und Good Design Award[26] prämierte Produktdesigns

## Belege
1. 1 2  Über Igus
2. 1 2  igus: Vom Kölner Startup zum Global Player. 25. September 2023, abgerufen am 14. April 2024.
3. ↑  Über igus - Zahlen und Fakten, auf igus.de, abgerufen am 2. August 2024
4. ↑  Ralf Steck: Igus: Young Engineers Support (yes) versorgt Studenten mit Hardware für Projekte. In: EngineeringSpot. 30. November 2023, abgerufen am 14. April 2024 (deutsch).
5. ↑  Weltpremiere RBTX: Online-Plattform bringt Robotikanwender und -anbieter zusammen, auf presse.igus.de
6. ↑  Helmut Bünder: Igus fertigt fast alles aus Kunststoff: Auch Roboter und Fahrräder. In: FAZ.NET. 16. Februar 2023, ISSN 0174-4909 (faz.net [abgerufen am 14. April 2024]).
7. ↑  Hermann Simon: Hidden Champions, Aufbruch nach Globalia. Campus-Verl 2012, ISBN 978-3-593-39714-6
8. 1 2  Die Geschichte von igus | Vom Kölner Hinterhof hinaus in die Welt, auf igus.de
9. ↑  IGUS - Fabrikations- und Bürogebäude. In: ArchINFORM. Abgerufen am 11. April 2024.
10. ↑  Fabrik Köln. Abgerufen am 14. April 2024.
11. ↑  Standorte. Abgerufen am 14. April 2024.
12. ↑  manus award, auf igus.de
13. ↑  vector award, auf igus.de
14. ↑  ROIBOT award, auf igus.de
15. ↑  Kunststoff Magazin Produkt des Jahres 2025
16. ↑  2024 Awards Winners, auf electricandhybridmarineworldexpo.com
17. ↑  iguverse, auf german-brand-award.com
18. ↑  Die Kategoriesieger 2022, auf excellence-in-production.de
19. ↑  Die Preisträger 2022, auf land-der-ideen.de
20. ↑  igus gewinnt Wirtschaftspreis für Nachhaltigkeit, auf presse.igus.de
21. ↑  100 Jahre elektrotechnik AUTOMATISIERUNG | Zwölf Meilensteine der Automation geehrt , auf elektrotechnik.vogel.de
22. ↑  Lisa König: Wo sitzen die Hidden Champions der Ingenieurbranche? 13. Juli 2015, abgerufen am 30. August 2023.
23. ↑  iF Design Award
24. ↑  iF Design Award
25. ↑  Red Dot Design Award
26. ↑  The Good Design Award